# Stade de Genève
Le stade de Genève (également surnommé stade de la Praille pour sa situation dans ce quartier) est le principal stade du canton de Genève en Suisse.
Sa capacité est de 30 000 places et il dispose de 27 loges VIP. Il s'agit du troisième stade du pays en termes de capacité après le Parc Saint-Jacques à Bâle et le Stade du Wankdorf de Berne.

## Histoire
Le premier match au Stade de Genève a lieu le 16 mars 2003, devant 30 084 spectateurs. Le Servette FC accueille les BSC Young Boys (1-1).
Il est officiellement inauguré le 30 avril 2003 sur le territoire de la commune de Lancy (quartier de La Praille). D'une capacité de 30 084 places assises, il a accueilli trois rencontres lors de l'Euro 2008, organisé conjointement par l'Autriche et la Suisse.
Le club résident est le Servette FC, qui est un club de Super League (1re division suisse). En date du 11 mars 2011, le Servette FC a repris l'exploitation du Stade, qui était jusqu'alors exploité par la Fondation du stade de Genève. Au printemps 2015, la Fondation du stade de Genève, dont le président est l'ancien conseiller d'État genevois Laurent Moutinot, reprend à nouveau l'exploitation du stade. Face à une faillite annoncée en novembre 2016, le Grand Conseil genevois lui accorde une subvention annuelle de 1,84 million de francs suisses pour quatre ans.
Le stade a déjà accueilli de nombreux événements sportifs, dont la Heineken Cup en rugby à XV, des matchs internationaux de football, avec des équipes comme le Brésil, le Portugal, l'Argentine, le Costa Rica, l'Italie ou l'Angleterre, de même que les concerts de Mylène Farmer, The Police, Johnny Hallyday ou encore Céline Dion.
Il est question au premier semestre 2010 que l'équipe française de National l'Évian Thonon Gaillard, en plein essor, s'y installe en cas de montée en Ligue 2 (puis de Ligue 1), ne disposant pas d'un stade aux normes requises. L'UEFA ne donne pas son accord et "éteint" de fait le projet en juin 2010.
Le 31 juillet 2019, un match de préparation est disputé entre le Liverpool FC et l'Olympique lyonnais.
Le 15 août 2023, le stade de Genève est pour la deuxième fois de l'histoire à guichets fermés. Environ 26 000 personnes y sont entrées pour assister au match des qualifications de la ligue des Champions qui opposait Servette face au Rangers (1-1).
En décembre, le Servette FC accueille l'AS Roma en Europa League et se joue devant 28 000 personnes. C'est la troisième fois qu'un match se joue à guichets fermés.
Lors des barrages de Europa League Conférence, le club locataire reçoit Chelsea. La partie se joue pour la quatrième fois à guichets fermés devant 28 000 spectateurs. La partie se terminera par une victoire des Servettiens (2-1).

## Infrastructure
Le stade de Genève contient 30 000 places assises et couvertes, il contient aussi 4 tribunes dont 1 tribune principale avec 5 niveaux.
La coursive VIP donne accès à 1 228 sièges «affaire» et aux 27 loges privatives ; la tribune « presse » peut accueillir plus de 200 journalistes.

## Événements
- Concerts de Johnny Hallyday, 28 et 29 juin 2003, 57 000 places vendues[12]
- Concert de The Police, septembre 2007, 25 000 places vendues
- Concert de Céline Dion, juillet 2008, 24 000 places vendues
- Concert de Johnny Hallyday, 4 juillet 2009, 30 000 places vendues[13]
- Concerts de Mylène Farmer, 4 et 5 septembre 2009, 60 000 places vendues[14]
- Concert de Johnny Hallyday, 2 juin 2012, 29 400 places vendues[15]
- Concert de Bruce Springsteen, 3 juillet 2013[16]
- Concert de Mylène Farmer, 17 juin 2023

### Football

#### Rencontres internationales de l'équipe de Suisse masculine
Depuis 2003, l’équipe nationale masculine y a disputé 22 matchs internationaux :
| Date             | Adversaire           | Score | Spectateurs | Compétition                 |
| ---------------- | -------------------- | ----- | ----------- | --------------------------- |
| 30 avril 2003    | Italie               | 1 - 2 | 30 000      | Match amical                |
| 11 juin 2003     | Albanie              | 3 - 2 | 26 000      | Éliminatoires Euro 2004     |
| 20 août 2003     | France               | 0 - 2 | 30 000      | Match amical                |
| 28 avril 2004    | Slovénie             | 2 - 1 | 7 500       | Match amical                |
| 31 mai 2006      | Italie               | 1 - 1 | 30 000      | Match amical                |
| 6 septembre 2006 | Costa Rica           | 2 - 0 | 12 000      | Match amical                |
| 22 août 2007     | Pays-Bas             | 2 - 1 | 24 000      | Match amical                |
| 20 août 2008     | Chypre               | 4 - 1 | 14 500      | Match amical                |
| 11 février 2009  | Bulgarie             | 1 - 1 | 9 500       | Match amical                |
| 1er avril 2009   | Moldavie             | 2 - 0 | 20 100      | Éliminatoires CM 2010       |
| 14 novembre 2009 | Norvège              | 0 - 1 | 16 000      | Match amical                |
| 5 juin 2010      | Italie               | 1 - 1 | 30 000      | Match amical                |
| 17 novembre 2010 | Ukraine              | 2 - 2 | 11 100      | Match amical                |
| 8 juin 2013      | Chypre               | 1 - 0 | 16 900      | Éliminatoires CM 2014       |
| 28 mai 2016      | Belgique             | 1 - 2 | 20 000      | Match amical                |
| 25 mars 2017     | Lettonie             | 1 - 0 | 25 000      | Éliminatoires CM 2018       |
| 15 octobre 2019  | République d'Irlande | 2 - 0 | 24 766      | Éliminatoires Euro 2020     |
| 9 octobre 2021   | Irlande du Nord      | 2 - 0 | 19 129      | Éliminatoires CM 2022       |
| 8 juin 2022      | Espagne              | 0 - 1 | 25 875      | Ligue des nations 2022-2023 |
| 12 juin 2022     | Portugal             | 1 - 0 | 26 300      | Ligue des nations 2022-2023 |
| 28 mars 2023     | Israël               | 3 - 0 | 14 819      | Éliminatoires Euro 2024     |
| 8 septembre 2024 | Espagne              | 1 - 4 | 26 265      | Ligue des nations 2024-2025 |

#### Autres rencontres internationales
| Date              | Équipe 1      | Score | Équipe 2         | Spectateurs | Compétition  |
| ----------------- | ------------- | ----- | ---------------- | ----------- | ------------ |
| 12 novembre 2005  | Angleterre    | 3 - 2 | Argentine        | 29 000      | Match amical |
| 16 novembre 2005  | Italie        | 1 - 1 | Côte d'Ivoire    | 15 000      | Match amical |
| 4 juin 2006       | Brésil        | 4 - 0 | Nouvelle-Zélande | 32 000      | Match amical |
| 7 juin 2006       | Espagne       | 2 - 1 | Croatie          | 15 000      | Match amical |
| 2 septembre 2006  | Autriche      | 2 - 2 | Costa Rica       | 300         | Match amical |
| 9 février 2011    | Argentine     | 2 - 1 | Portugal         | 30 000      | Match amical |
| 10 août 2011      | Côte d'Ivoire | 4 - 3 | Israël           | 2 000       | Match amical |
| 14 novembre 2012  | Albanie       | 0 - 0 | Cameroun         |             | Match amical |
| 21 mars 2013      | Brésil        | 2 - 2 | Italie           | 29 700      | Match amical |
| 10 juin 2013      | Croatie       | 0 - 1 | Portugal         | 13 334      | Match amical |
| 10 septembre 2013 | Espagne       | 2 - 2 | Chili            | 15 635      | Match amical |
| 25 mai 2014       | Kosovo        | 1 - 3 | Sénégal          | 13 143      | Match amical |
| 4 juin 2014       | Algérie       | 2 - 1 | Roumanie         | 20 000      | Match amical |
| 16 juin 2015      | Italie        | 0 - 1 | Portugal         | 18 024      | Match amical |
| 26 mars 2018      | Portugal      | 0 - 3 | Pays-Bas         | 20 006      | Match amical |
| 31 mai 2018       | Maroc         | 0 - 0 | Ukraine          | 8 000       | Match amical |
| 1er juin 2018     | Tunisie       | 2 - 2 | Turquie          | 12 000      | Match amical |
| 4 juin 2018       | Slovaquie     | 1 - 2 | Maroc            | 7 000       | Match amical |

#### Autres rencontres
| Date            | Équipe 1     | Score | Équipe 2           | Spectateurs | Compétition  |
| --------------- | ------------ | ----- | ------------------ | ----------- | ------------ |
| 6 août 2014     | FC Barcelone | 0 - 1 | SSC Napoli         | 14 852      | Match amical |
| 31 juillet 2019 | Liverpool FC | 3 - 1 | Olympique lyonnais | 25 900      | Match amical |

#### Matchs de l'Euro 2008
Le stade accueille trois rencontres de l'Euro 2008 de football. Les trois parties se jouent à guichets fermés devant 29 016 spectateurs.
| Date         | Équipe 1 | Score | Équipe 2 | Spectateurs | Compétition |
| ------------ | -------- | ----- | -------- | ----------- | ----------- |
| 7 juin 2008  | Portugal | 2 - 0 | Turquie  | 29 016      | Groupe A    |
| 11 juin 2008 | Tchéquie | 1 - 3 | Portugal | 29 016      | Groupe A    |
| 15 juin 2008 | Turquie  | 3 - 2 | Tchéquie | 29 016      | Groupe A    |

#### Finale de la Coupe de Suisse
En 2017, le stade accueille la finale de la Coupe de Suisse de football.
| Date        | Équipe 1 | Score | Équipe 2 | Spectateurs |
| ----------- | -------- | ----- | -------- | ----------- |
| 25 mai 2017 | FC Bâle  | 3 - 0 | FC Sion  | 26 500      |

#### Championnat d'Europe féminin 2025
- Championnat d'Europe féminin de football 2025

### Hockey sur glace

#### Match de hockey sur glace en plein air
Le 11 janvier 2014 un deuxième match en plein air se déroule en Ligue nationale A. Le match oppose le Genève-Servette Hockey Club au tout fraîchement promu Lausanne Hockey Club. La partie se joue à guichets fermés devant 29 400 spectateurs.

### Rugby à XV
Le stade accueille plusieurs rencontres de rugby à XV.
| Date            | Équipe 1       | Score   | Équipe 2         | Spectateurs | Compétition            |
| --------------- | -------------- | ------- | ---------------- | ----------- | ---------------------- |
| 9 août 2013     | Racing Métro   | 40 - 28 | Harlequins       | 10 000      | Legion Rugby Challenge |
| 9 août 2013     | Montpellier HR | 52 - 15 | Leicester Tigers | 10 000      | Legion Rugby Challenge |
| 14 octobre 2017 | Oyonnax Rugby  | 15 - 43 | Connacht Rugby   | 4 500       | Challenge européen     |

## Financement
Devisé à 64 millions de francs suisses dans sa version à 25 000 places, la construction coûte finalement 120 millions de francs.

## Galerie

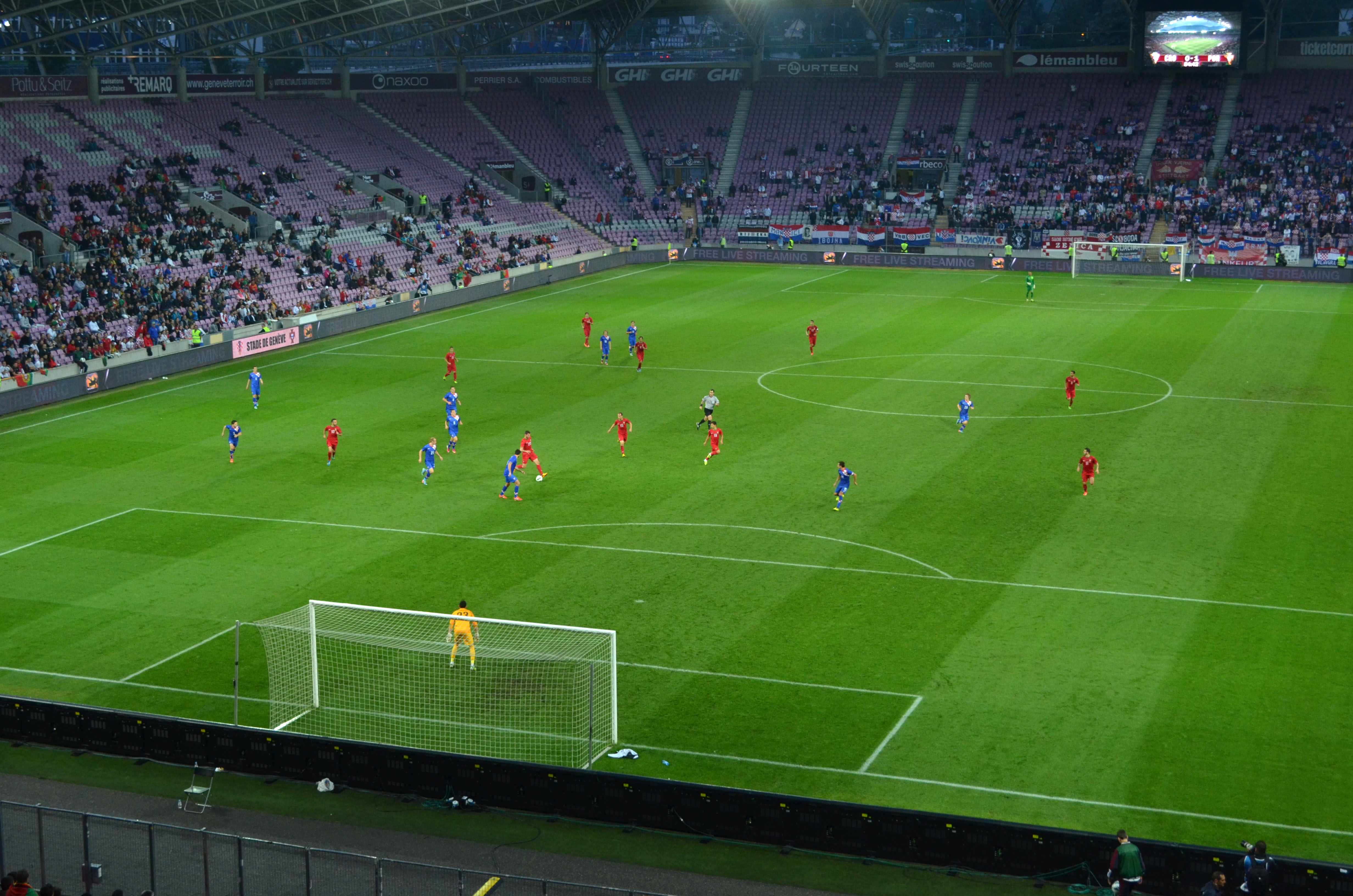
Croatie-Portugal en 2013
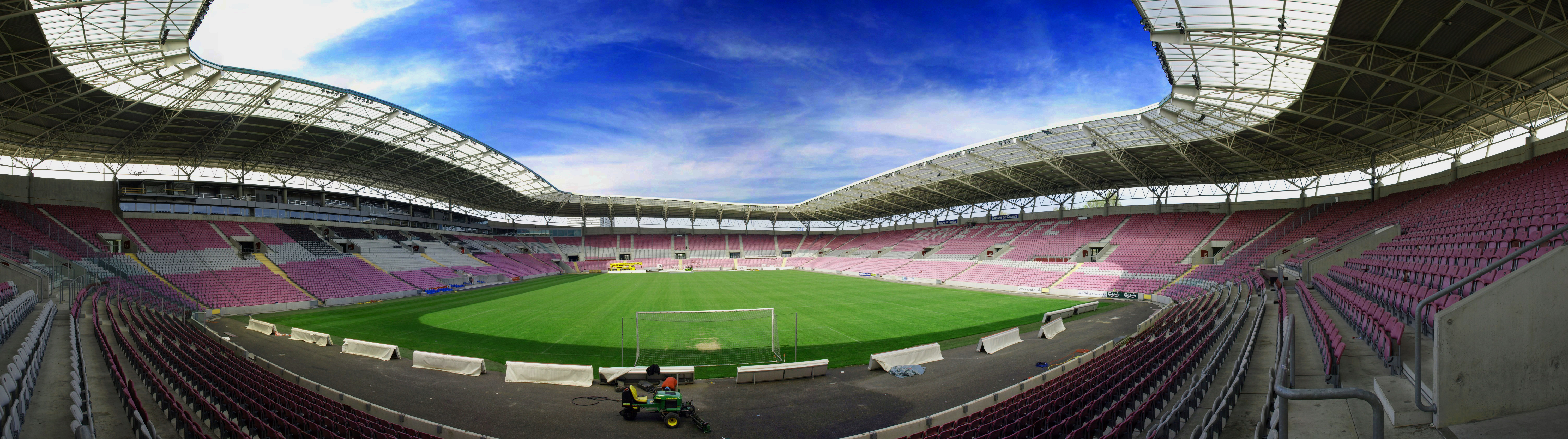
Panorama
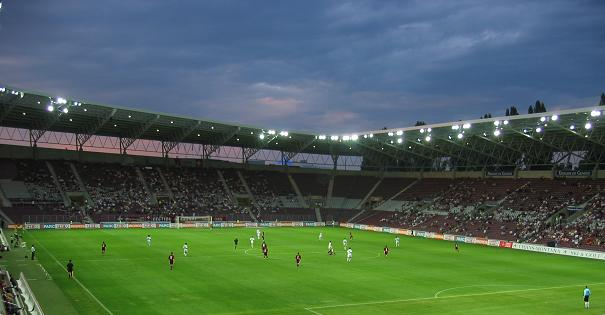
Rencontre du Servette FC
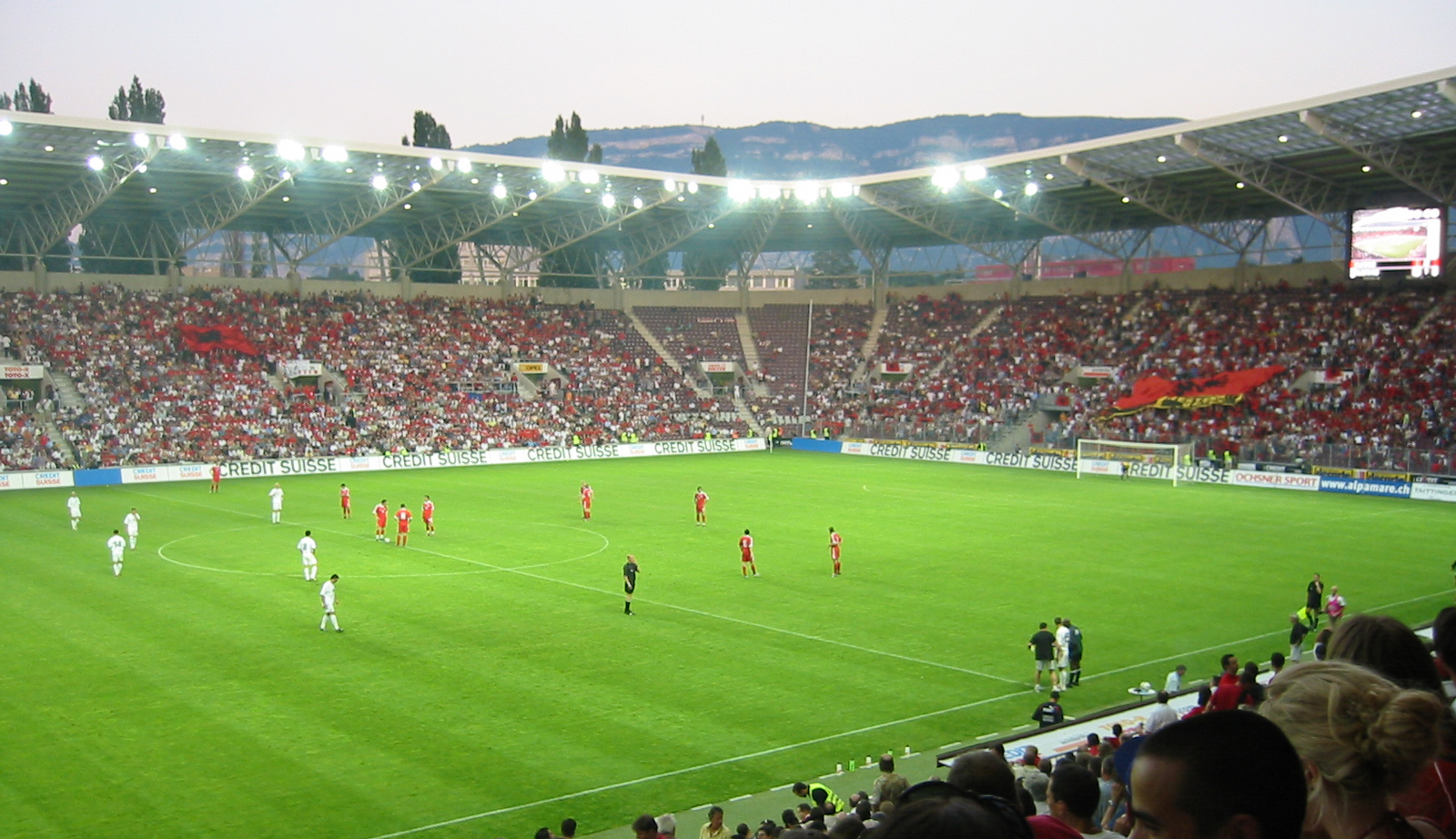
Suisse-Albanie en 2003